# Liste des partis politiques à Taïwan
 (juillet 2024).
Le contenu est difficilement compréhensible vu les erreurs de traduction, qui sont peut-être dues à l'utilisation d'un logiciel de traduction automatique.
Cet article répertorie les partis politiques de la république de Chine (Taïwan) à partir du 7 décembre 1949.
L'organisation des partis politiques à Taïwan est régie par la loi sur les partis politiques, promulguée le 6 décembre 2017. La loi sur les partis politiques définit les partis politiques comme « des groupes politiques composés de citoyens de la république de Chine partageant une idéologie politique commune qui protègent l'ordre constitutionnel libre, démocratique, aident à façonner la volonté politique du peuple et nomment des candidats à l'élection à des fonctions publiques »,.
Avant l'adoption de la loi sur les partis politiques, les organisations politiques à Taïwan suivaient la loi sur les associations civiles, également connue sous le nom de loi sur les organisations civiles, promulguée en 1989,. En effet, la législation exigeait que les groupes déclarent en assemblée générale la formation du dit parti politique et, dans les trente jours suivant l'annonce, fournissent une liste des membres du parti et une charte du parti au ministère de l'Intérieur. Il est à noté que les groupes créés lorsque la loi sur les associations civiles était en vigueur auraient dû réviser leurs chartes pour se conformer à la loi sur les partis politiques d'ici le 7 décembre 2019.
Pour se conformer à cette nouvelle législation, les groupes politiques doivent en outre convoquer une assemblée représentative ou un congrès du parti pendant quatre années consécutives et avoir suivi les lois et réglementations régissant la nomination des candidats pour faire campagne aux élections à des fonctions publiques pendant la même période. Dans l’année suivant la demande de statut de parti politique, un groupe politique doit finaliser son enregistrement en tant que personne morale. Le ministère de l'Intérieur exige que les partis politiques publient annuellement les états financiers et patrimoniaux. Les organisations politiques qui ne respectaient pas ces réglementations ont été dissoutes et radiées du registre des partis politiques,.

## Partis actuels

### Partis avec une représentation nationale ou locale
- La représentation nationale comprend le président, le vice-président et les 113 sièges de députés au Yuan législatif.
- La représentation locale comprend les 22 postes exécutifs de maires/magistrats et 912 sièges de législateurs locaux (conseils) des 6 municipalités spéciales, 3 villes et 13 comtés.

| Alliance                    | Partis                      | Partis                      | Partis                        | Partis                                | Yuan législatif | Représentants locaux | Conseillers locaux           | Chef de parti                                         | Position sur le statut de Taïwan                      | Idéologie                                                             | Affiliation internationale |
| --------------------------- | --------------------------- | --------------------------- | ----------------------------- | ------------------------------------- | --------------- | -------------------- | ---------------------------- | ----------------------------------------------------- | ----------------------------------------------------- | --------------------------------------------------------------------- | -------------------------- |
|                             |                             |                             | DPP                           | Democratic Progressive Party          | 51 / 113        | 5 / 22               | 277 / 910                    | Lai Ching-te                                          | Statu quo Indépendance de Taïwan                      | Progressisme Social-libéralisme Histoire de la nationalité taïwanaise | LI                         |
|                             |                             | NPP                         | New Power Party               | 0 / 113                               | 0 / 22          | 6 / 910              | Chen Jiau-hua                | Indépendance de Taïwan                                | Progressivisme Nationalisme taïwanais                 |                                                                       |                            |
|                             |                             | TSU                         | Taiwan Solidarity Union       | 0 / 113                               | 0 / 22          | 3 / 910              | Liu Yi-te                    | Indépendance de Taïwan                                | Nationalisme économique Nationalisme taïwanais        |                                                                       |                            |
|                             |                             | TSP                         | Taiwan Statebuilding Party    | 0 / 113                               | 0 / 22          | 2 / 910              | Wang Hsing-huan              | Indépendance de Taïwan                                | Progressivisme Radicalisme Nationalisme taïwanais     |                                                                       |                            |
|                             |                             | GPT                         | Green Party Taiwan            | 0 / 113                               | 0 / 22          | 1 / 910              | Lee Keng-cheng Chang Yu-jing | Indépendance de Taïwan                                | Politique écologique                                  | Les Verts mondiaux                                                    |                            |
|                             |                             | SDP                         | Social Democratic Party       | 0 / 113                               | 0 / 22          | 1 / 910              | Ting Yung-yan                | Indépendance de Taïwan                                | Social-démocratie                                     |                                                                       |                            |
| Coalition pan-verte (total) | Coalition pan-verte (total) | Coalition pan-verte (total) | Coalition pan-verte (total)   | Coalition pan-verte (total)           | 51 / 113        | 5 / 22               | 290 / 910                    |                                                       |                                                       |                                                                       |                            |
|                             |                             |                             | KMT                           | Chinese Nationalist Party(Kuomintang) | 54 / 113        | 14 / 22              | 367 / 910                    | Eric Chu                                              | Statu quo Consensus de 1992 Réunification de la Chine | Conservatisme Trois principes du peuple Nationalisme chinois          | IDU CDI                    |
|                             |                             | NPSU                        | Non-Partisan Solidarity Union | 0 / 113                               | 0 / 22          | 7 / 910              | Lin Pin-kuan                 | Statu quo Consensus de 1992 Réunification de la Chine | Third Way                                             |                                                                       |                            |
|                             |                             | PFP                         | People First Party            | 0 / 113                               | 0 / 22          | 2 / 910              | James Soong                  | Statu quo Consensus de 1992 Réunification de la Chine | Libéral-conservatisme                                 |                                                                       |                            |
|                             |                             | NP                          | New Party                     | 0 / 113                               | 0 / 22          | 1 / 910              | Wu Cherng-dean               | Consensus de 1992 Un pays, deux systèmes              | Conservatisme Nationalisme chinois                    |                                                                       |                            |
| Coalition pan-bleue (total) | Coalition pan-bleue (total) | Coalition pan-bleue (total) | Coalition pan-bleue (total)   | Coalition pan-bleue (total)           | 54 / 113        | 14 / 22              | 377 / 910                    |                                                       |                                                       |                                                                       |                            |
|                             |                             |                             | TPP                           | Taiwan People's Party                 | 8 / 113         | 2 / 22               | 14 / 910                     | Ko Wen-je                                             | Statu quo                                             | Social-libéralisme Populisme Nationalisme civique                     |                            |
|                             |                             |                             | LP                            | Labor Party                           | 0 / 113         | 0 / 22               | 1 / 910                      | Wu Rong-yuan                                          | Un pays, deux systèmes                                | Socialisme Nationalisme chinois                                       |                            |
|                             |                             |                             | ZSM                           | Zheng Shen Min Party                  | 0 / 113         | 0 / 22               | 1 / 910                      | Hsü Jung-Tê                                           |                                                       | Centrisme                                                             |                            |

## Partis historiques

### Taïwan sous colonisation japonaise
Les partis politiques à Taïwan voient le jour à la fin des années 1910 après la Première Guerre mondiale, pendant la période Taishō (démocratie Taishō). Les mouvements politiques taïwanais de cette époque devaient modifier les lois coloniales discriminatoires établies dans les années précédentes et mettre en place des systèmes d'autonomie locale comme au Japon. Le mouvement politique le plus important à cette époque était le mouvement de pétition pour la création d'un Parlement taïwanais (en). Dans le même temps, le mouvement communiste international a également influencé Taïwan, conduisant à la création de partis et d'organisations de gauche.
Les principaux partis taïwanais à cette période sont :
- Taïwan Dōkakai (臺灣同化會, taïwanais : Tâi-oân Tông-hòa-hōe, japonais : Taiwan Dōkakai )
- Nouvelle société du peuple (en) (新民會, taïwanais : Sin-bîn-hōe, japonais : Shinminkai )
- Association culturelle taïwanaise (en) (臺灣文化協會協會, taïwanais : Tâi-oân Bûn-hòa Hia̍p-hōe, japonais : Taiwan Bunka Kyōkai )
- Fédération taïwanaise des syndicats de travailleurs (臺灣工友總聯盟, taïwanais : Tâi-oân Kang-iú Chóng Liân-bêng, japonais : Taiwan Kōyū Sōrenmei )
- Union des paysans taïwanais (臺灣農民組合, taïwanais : Tâi-oân Lông-bîn Cho͘-ha̍p, japonais : Taiwan Nōmin Kumiai )
- Parti communiste taïwanais (臺灣共產黨共產黨), taïwanais : Tâi-oân Kiōng-sán Tóng, japonais : Taiwan Kyōsan-tō )
- Parti du peuple taïwanais (en) (臺灣民眾黨, taïwanais : Tâi-oân Bîn-chiòng Tóng, japonais : Taiwan Minshu-tō )
- Union de l'autonomie locale de Taiwan (臺灣地方自治聯盟, taïwanais : Tâi-oân Tē-hng Chū-tī Liân-bêng, japonais : Taiwan Tihō-jiti Renmei )

Dans le même temps, les partis politiques du Japon ont également affecté Taïwan. Ceux qui ont servi comme gouverneur général de Taïwan étaient également membres de la chambre des pairs de la diète impériale (帝国議会). Les affiliations partisanes des gouverneurs généraux étaient :
- Rikken Seiyūkai (立憲政友会, taïwanais : Lip-hiàn Chèng-iú-hōe)
- Kenseikai (憲政会, taïwanais : Hiàn-chèng-hōe)
- Rikken Minseitō (立憲民政党, taïwanais : Lip-hiàn Bîn-chèng Tóng)

À la fin des années 1930, l’empire du Japon entre dans la Seconde Guerre mondiale. Pour préparer la guerre du Pacifique, tous les partis politiques du Japon ont été rassemblés par le premier ministre de l'époque, Fumimaro Konoe, en une seule organisation.
- Association de soutien à l'autorité impériale (大政翼贊會, japonais : Taisei Yokusankai, taïwanais : Tāi-chèng-i̍k-chàn-hōe)

et son pendant taïwanais.
- Kōmin Hōkōkai (皇民奉公會, taïwanais : Hông-bîn Hōng-kong-hōe, japonais : Kōmin Hōkōkai)

était la seule organisation légale de type parti politique à Taïwan jusqu'à la fin de la Seconde Guerre mondiale.

### Taïwan sous la république de Chine
Taiwan a été cédée à la république de Chine, fondée en 1912 sur le continent, le 25 octobre 1945. De 1945 à 1949, les partis politiques chinois qui opéraient secrètement sous la domination japonaise furent autorisés à opérer dans la province de Taïwan. Le Kuomintang au pouvoir a créé des branches formelles à Taïwan, tout comme d'autres grands partis politiques, dont le Parti communiste chinois (en 1946). Durant la période japonais, le parti communiste taïwanais n'est qu'une émanation du parti communiste japonais, ce qui n'empêche pas d'anciens membres de rejoindre le PCC. Cependant, dans le contexte de la guerre civile chinoise qui a éclaté peu après la rétrocession de Taïwan, le gouvernement de la république de Chine, contrôlé par le Kuomintang, a tenté de restreindre le fonctionnement des cellules du Parti communiste chinois à Taïwan et d'autres partis d'opposition.
Alors que le gouvernement de la république de Chine perdait rapidement la guerre civile chinoise contre le Parti communiste chinois, le Kuomintang au pouvoir se prépare à exiler le gouvernement à Taïwan en 1949. L'île sera alors placée sous la loi martiale, du 19 mai 1949 au 15 juillet 1987. Particulièrement ciblée, la branche taïwanaise du PCC est complètement détruite en 1952.
Pendant cette période, toute forme d’opposition était interdite par le gouvernement ; seuls trois partis politiques exilés à Taïwan étaient autorisés à participer aux élections.
- Kuomintang (mandarin : 中國國民黨 ; pinyin : Zhōngguó Guómíndǎng ; taïwanais : Tiong-kok Kok-bîn-tóng)[4]
- Parti de la jeunesse chinoise (en) (中國青年黨 ; pinyin : Zhōngguó Qīngniándǎng ; taïwanais : Tiong-kok Chheng-liân-tóng)
- Parti social-démocrate chinois (en) (中國民主社會黨 pinyin , taïwanais : Tiong-kok Bîn-chú Siā-hoē-tóng ) [5]

Toutes les autres oppositions qui n'étaient pas autorisées à former un parti politique ne pouvaient être répertoriées que comme « candidats indépendants ». Ces mouvements étaient appelés mouvement Tangwaï (en) (黨外, littéralement en dehors du Kuomintang ).
Une exception notable à cette époque était le parti démocrate progressiste (民主進步黨; taïwanais : Bîn-chú Chìn-pō͘ Tóng ; pinyin : Mínzhǔ Jìnbù Dǎng). Il a été créé « illégalement » le 28 septembre 1986, puis légalisée l'année suivante par la levée de la loi martiale.
À mesure que Taïwan se démocratise à la fin des années 1980, le nombre de partis politiques légalement enregistrés continue à augmenter d'année en année, ce qui indique une démocratie libérale et une grande liberté politique à Taïwan.
| Année           | 1990 | 1992 | 1994 | 1996 | 1998 | 2000 | 2002 | 2004 | 2006 | 2008 | 2010 | 2012 | 2014 | 2016 | 2017 | 2018 |
| Nombre de fêtes | 60   | 72   | 75   | 82   | 87   | 94   | 99   | 110  | 122  | 145  | 177  | 234  | 264  | 310  | 334  | 220  |

Au cours des dernières décennies, les campagnes politiques de Taïwan peuvent être classées en deux blocs idéologiques
- La coalition pan-verte, dirigée par le Parti démocrate progressiste, est favorable à la taiwanisation et au mouvement indépendantiste de Taiwan, visant à terme à établir un État souverain taïwanais.
- La coalition pan-bleue, dirigée par le Kuomintang, est favorable à l'établissement de liens plus étroits avec la Chine continentale et à une éventuelle réunification.

La déclaration visant à maintenir le statu quo fait consensus parmi les partis de l'île.
Le 6 décembre 2017, la loi sur les partis politiques (政黨法) a été appliqué ; elle exige que les partis politiques respectent un certain nombre de règles, notamment :
- Déposer une déclaration auprès du ministère de l'Intérieur, ET s'inscrire en tant que personne morale auprès d'un tribunal de grande instance,
- Convoquer une assemblée représentative ou un congrès du parti au moins une fois tous les quatre ans,
- Nommer des candidats aux élections nationales ou locales (en) au moins une fois tous les quatre ans,
- Être en conformité en matière de source de financement, de comptabilité et de transparence financière.

À la fin d'année 2018, parmi les 343 déclarations de partis politiques existantes : 220 étaient conformes aux nouvelles règles, 56 ont choisi de se dissoudre ou de se transformer en association politique nationale.